# Charoides pepoata
Charoides pepoata là một loài bọ cánh cứng trong họ Cerambycidae.